# Condado de Aguiar
El condado de Aguiar es un título nobiliario español creado el 3 de julio de 1877 por el rey Alfonso XII a favor de María Natividad Sánchez de Quirós y Vázquez de Aguiar. El título con la denominación «Aguiar» viene como reconocimiento a esta antigua familia hidalga gallega (Vázquez de Aguiar, Aguiar, Verea de Aguiar).

## Condes de Aguiar
|                          | Titular                                               | Periodo                  |
| Creación por Alfonso XII | Creación por Alfonso XII                              | Creación por Alfonso XII |
| ------------------------ | ----------------------------------------------------- | ------------------------ |
| I                        | María Natividad Sánchez de Quirós y Vázquez de Aguiar | 1877-1885                |
| II                       | Andrés Parladé y Sánchez de Quirós                    | 1885-1903                |
| III                      | Andrés Parladé y Heredia                              | 1903-1952                |
| IV                       | Jorge Parladé e Ybarra                                | 1952-1965                |
| V                        | Gonzalo Parladé y Ozores                              | 1965-2013                |
| VI                       | Gonzalo Parladé y Soto                                | 2013-actual titular      |

## Historia de los Condes de Aguiar
- María Natividad Sánchez de Quirós y Vázquez de Aguiar, I condesa de Aguiar.

Casó con Pablo Parladé y Lluciá.  En 28 de agosto de 1885 sucedió su hijo:
- Andrés Parladé y Sánchez de Quirós, II conde de Aguiar.

Casó con María Heredia y Livermore, hija de Manuel Agustín Heredia.  En 3 de enero de 1903 sucedió su hijo:
- Andrés Parladé y Heredia, III conde de Aguiar (baut. Málaga, 1 de julio de 1859), fue senador por la provincia de Sevilla en la legislatura de 1908-1909.[2]

Casó con María Candelaria de Alvear y Gómez de la Cortina, hija de los condes de la Cortina, sin sucesión.  En 7 de noviembre de 1952 sucedió su sobrino, hijo de su hermano José y de María Dolores Ybarra y Menchacatorre (hija de los condes de Ybarra):
- Jorge Parladé e Ybarra, IV conde de Aguiar.

Casó con María Josefa Ozores y Saavedra, hija de los marqueses de Aranda.  En 22 de marzo de 1965 sucedió su hijo:
- Gonzalo Parladé y Ozores, V conde de Aguiar.

Casó con María Teresa de Soto y Colón de Carvajal, hija de los marqueses de Santaella.  En 12 de octubre de 2013 sucedió su hijo:
- Gonzalo Parladé y Soto, VI conde de Aguiar y actual titular.[3]